# Úhlově rozlišená fotoemisní spektroskopie

Princip ARPES

Úhlově rozlišená fotoemisní spektroskopie, známá pod zkratkou ARPES (z angl. Angle-Resolved PhotoEmission Spectroscopy), je fyzikální metoda studia pevných látek založená na fotoelektrickém jevu, přičemž se sleduje kromě energie elektronů i směr, pod kterým z pevné látky vylétávají. Díky těmto informacím je možné - pro dostatečně kvalitní krystalické vzorky - rekonstruovat jejich pásovou strukturu.